# Nasutitermes ephratae
Nasutitermes ephratae är en termitart som först beskrevs av Holmgren 1910.  Nasutitermes ephratae ingår i släktet Nasutitermes och familjen Termitidae. Inga underarter finns listade i Catalogue of Life.